# Vincent Seitlinger
Vincent Seitlinger est un homme politique français, né le 18 janvier 1987 à Sarreguemines (Moselle). 
Il est maire de Rohrbach-lès-Bitche de 2014 à 2022 et député de la cinquième circonscription de la Moselle, sous l'étiquette du parti Les Républicains à partir de 2022.

## Biographie

### Jeunesse et études
Vincent Seitlinger est le petit-fils de l'homme politique mosellan Jean Seitlinger, député de l'UDF entre 1956 et 1962, puis entre 1973 et 1997. Il étudie à l'Institut d'études politiques de Paris, où il obtient un master en affaires publiques en 2010, puis pendant un an à l'université de Georgetown. Il obtient un master de droit notarial en 2011 à l'université d'Assas.

### Parcours politique
Vincent Seitlinger est élu maire de la commune de Rohrbach-lès-Bitche en 2014. À partir de 2017, il occupe également le poste de vice-président de la communauté de communes du Pays de Bitche.
Le 19 juin 2022, il est élu député de la cinquième circonscription de la Moselle avec 59,12 % des voix, face à Marie-Claude Voinçon, la candidate du Rassemblement national.
Après la dissolution de l'Assemblée nationale le 9 juin 2024, il se représente aux législatives. Il perd cependant l'élection au profit du candidat RN Pascal Jenft .